# Садово (община)
Садово (болг. Община Садово) — община в Болгарии. Входит в состав Пловдивской области.
Население общины на 15 июля 2008 года — 15 145 человек.
Кмет (мэр) общины Садово — Марин Драганов Йосифов.

## Состав общины
В состав общины входят следующие населённые пункты:
1. село Ахматово
2. село Богданица
3. село Болярци
4. село Караджово
5. село Катуница
6. село Кочево
7. село Милево
8. село Моминско
9. село Поповица
10. город Садово
11. село Селци
12. село Чешнегирово